# Tongren
Tongren is een prefectuur in het noordoosten van de zuidelijke provincie Guizhou, Volksrepubliek China.

## Indeling
- Stad Tongren - 铜仁市 Tóngrén Shì;
- District Jiangkou - 江口县 Jiāngkǒu Xiàn;
- District Shiqian - 石阡县 Shíqiān Xiàn;
- District Sinan - 思南县 Sīnán Xiàn;
- District Dejiang - 德江县 Déjiāng Xiàn;
- Zelfstandig district Yuping, Dong - 玉屏侗族自治县 Yùpíng Dòngzú Zìzhìxiàn;
- Zelfstandig district Yinjiang, Tujia en Miao - 印江土家族苗族自治县 Yìnjiāng Tǔjiāzú Miáozú Zìzhìxiàn;
- Zelfstandig district Yanhe, Tujia - 沿河土家族自治县 Yánhé Tǔjiāzú Zìzhìxiàn;
- Zelfstandig district Songtao, Miao - 松桃苗族自治县 Sōngtáo Miáozú Zìzhìxiàn;
- Speciaal gebied Wanshan - 万山特区 Wànshān Tèqū.